# لشکر ۵۸ تکاور

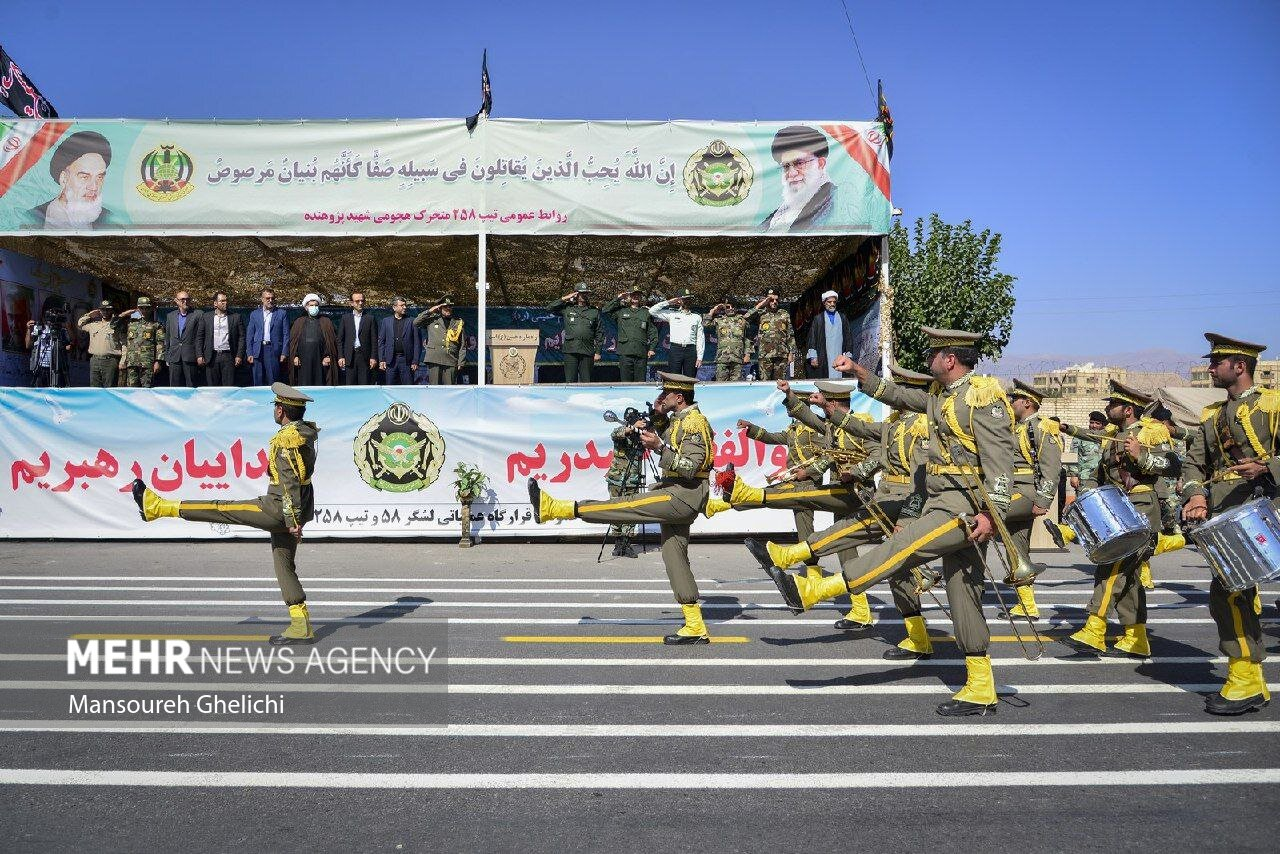
رژه نیروهای لشکر ۵۸ به‌مناسبت سالگرد جنگ ایران و عراق در سال ۱۴۰۱، شاهرود

لشکر ۵۸ تکاور یا لشکر ۵۸ ذوالفقار یا لشکر ۵۸ تکاور شاهرود لشکر تکاوری نیروی زمینی ارتش جمهوری اسلامی ایران است، که قرارگاه فرماندهی آن در شهر شاهرود، استان سمنان مستقر می‌باشد.
لشکر ۵۸ ذوالفقار در سال ۱۳۵۸ تأسیس شد و نخستین فرمانده آن سرتیپ یعقوب علیاری بود. این یگان در طول جنگ ایران و عراق، تحت عنوان تیپ ۵۸ ذوالفقار فعالیت می‌کرد و به‌عنوان یگان عمل‌کننده در عملیات‌های محرم، والفجر مقدماتی، والفجر ۱، مطلع‌الفجر، بیت‌المقدس و فتح‌المبین شرکت داشت.
این لشکر هم‌اکنون دارای ۳ تیپ تابعه است که این تیپ‌ها بر ۲ جاده مواصلاتی شمالی به گلستان و شرقی به مشهد، مسلط می‌باشند. هم‌اکنون سرتیپ‌دوم بهادر خواجه وند فرماندهی لشکر ۵۸ را برعهده دارد.

## تیپ های تابعه
- تیپ ۱۵۸ تکاور شاهرود
- تیپ ۳۵۸ تکاور مهدیشهر
- تیپ ۲۵۸ تکاور چهل دختر